# One Time
One Time – pierwszy singel kanadyjskiego piosenkarza Justina Biebera, pochodzący z jego pierwszego minialbumu My World. Jego producentem jest Christopher „Tricky” Stewart, Kuk Harrell, James Bunton, Corron Cole i Thabiso Nkhereanye. Piosenka została wydana 18 maja i 7 lipca 2009 w Stanach Zjednoczonych i Kanadzie, a 4 stycznia 2010 w Wielkiej Brytanii. Akustyczną wersję utworu zwaną „One Time – My Heart Edition” wydano 22 grudnia 2009 na iTunes. Bieber wykonał ją gdy wystąpił gościnnie w programie telewizyjnym „True Jackson, VP”. Piosenka znajduje się na kompilacji „Radio Disney Jams, Vol. 12". Wyróżnia ją mocny bit podczas trwania zwrotki i lżejszy podczas refrenu.
Piosenka otrzymała pozytywne recenzje od krytyków. Była wielkim sukcesem komercyjnym. Dotarła do pierwszej dwudziestki w Kanadzie, USA, Niemczech, Wielkiej Brytanii, Francji i Nowej Zelandii. Singel zdobył status platyny w Kanadzie i Stanach Zjednoczonych. Teledysk wyreżyserowany przez Vashtie Kola pojawił się na portalu YouTube.com 13 czerwca 2009. Przedstawia Biebera w rodzinnym mieście razem z jego przyjacielem Ryanem Butlerem i Usherem. 23 listopada w Londynie, podczas wykonywania utworu Bieber złamał nogę, lecz dośpiewał go do końca. Również 31 grudnia w Las Vegas nastąpiło jego wykonanie. W ramach promocji albumu „My World” Bieber wykonał również akustyczną wersję piosenki w Wielkiej Brytanii. W styczniu 2010 wideoklip był oglądany 100 milionów razy. Bieber wykonywał piosenkę w wielu programach telewizyjnych, m.in. The Dome, The Next Star, Dick Clark’s New Year’s Rockin’ Eve with Ryan Seacrest.